# Liste der Baudenkmäler im Bonner Ortsteil Bonn-Castell
Die folgende Liste enthält in der Denkmalliste ausgewiesene Baudenkmäler auf dem Gebiet des Bonner Ortsteils Bonn-Castell im Stadtbezirk Bonn.
Hinweis: Die Reihenfolge der Denkmäler in dieser Liste orientiert sich an den Straßennamen und ist alternativ nach Hausnummern, Denkmallistennummer oder Bezeichnung sortierbar.
Basis ist die offizielle Denkmalliste der Stadt Bonn (Stand: 15. Januar 2021), die von der Unteren Denkmalbehörde geführt wird. Grundlage für die Aufnahme in die Denkmalliste ist das Denkmalschutzgesetz Nordrhein-Westfalens.
| Bild           | Bezeichnung                                                                  | Lage                                           | Beschreibung | Bauzeit                            | Eingetragen seit  | Denkmal- nummer |
| -------------- | ---------------------------------------------------------------------------- | ---------------------------------------------- | --- | ---------------------------------- | ----------------- | --------------- |
| weitere Bilder | Villa Hoeller                                                                | Am Schänzchen 12 Karte                         | Architekt: Hermann Schmitt | 1898                               |                   | A 1950          |
| BW             | Gartenpavillon                                                               | Am Schänzchen 20 Karte                         | Letzter erhaltener Gartenpavillon in Bonn aus dem 18. Jahrhundert                                                                      | um 1770                            |                   | A 821           |
| weitere Bilder | Gesamtanlage „Wichelshof“                                                    | Am Wichelshof 44 Karte                         | | 18. Jahrhundert                    |                   | A 435           |
| weitere Bilder |                                                                              | Fritz-Schroeder-Ufer 37 Karte                  | Denkmalgeschützt: einschließlich Sandsteinfigur „Hl. Nepomuk“                                                                          |                                    |                   | A 462           |
| BW             |                                                                              | Graurheindorfer Straße 7 Karte                 | |                                    |                   | A 4072          |
| BW             |                                                                              | Graurheindorfer Straße 17 Karte                | |                                    |                   | A 917           |
| BW             |                                                                              | Graurheindorfer Straße 23 Karte                | |                                    |                   | A 1210          |
| BW             |                                                                              | Graurheindorfer Straße 47a Karte               | |                                    |                   | A 3742          |
| BW             |                                                                              | Graurheindorfer Straße 49 Karte                | |                                    |                   | A 3637          |
| BW             |                                                                              | Graurheindorfer Straße 58 Karte                | |                                    |                   | A 1096          |
| BW             |                                                                              | Graurheindorfer Straße 59 Karte                | |                                    |                   | A 4060          |
| BW             |                                                                              | Graurheindorfer Straße 60 Karte                | |                                    |                   | A 3721          |
| BW             |                                                                              | Graurheindorfer Straße 62 Karte                | |                                    |                   | A 3241          |
| BW             |                                                                              | Graurheindorfer Straße 63 Karte                | |                                    |                   | A 495           |
| BW             |                                                                              | Graurheindorfer Straße 64 Karte                | Denkmalgeschützt: Fassade |                                    |                   | A 830           |
| BW             |                                                                              | Graurheindorfer Straße 73 Karte                | |                                    |                   | A 3634          |
| weitere Bilder | GHS „Am Römerkastell“                                                        | Graurheindorfer Straße 80 Karte                | als Volksschule („Nordschule“) erbaut; Architekt: Stadtbaumeister Rudolf Schultze                                                      | 1901–1903                          |                   | A 3881          |
| BW             |                                                                              | Graurheindorfer Straße 85 Karte                | |                                    |                   | A 468           |
| BW             |                                                                              | Graurheindorfer Straße 87–95 Karte             | fünf Häuser mit 40 Wohnungen; erbaut von der Bonner Arbeiterwohnungs-Genossenschaft, Architekt: Hermann Schmitt                        | 1899                               |                   | A 920           |
| weitere Bilder | Ehemaliges Offizierskasino                                                   | Graurheindorfer Straße 90 / Augustusring Karte | Architekt: Julius Rolffs | 1903–1907                          |                   | A 987           |
| BW             |                                                                              | Graurheindorfer Straße 92 Karte                | erbaut als Bakteriologisches Institut (ab 1933 „Tiergesundheitsamt“) der Landwirtschaftskammer Rheinland; Architekt: Heinrich Roettgen | 1910                               |                   | A 908           |
| weitere Bilder | Ehemaliges Sankt-Agnes-Stift                                                 | Graurheindorfer Straße 151/151a Karte          | | 1904                               |                   | A 3146          |
| weitere Bilder | Ehemalige Wagenhalle einschließlich „Arbeiterwohnhaus“ und „Direktorenvilla“ | Graurheindorfer Straße 153/155/157/159 Karte   | Ehemaliges Straßenbahndepot | 1906                               |                   | A 1747          |
|                | Berliner Bärenbrunnen                                                        | Graurheindorfer Straße (198)                   | Erinnerungsdenkmal im Hof des Bundesinnenministeriums; Bildhauer: Fritz Melis                                                          | 1955                               | 28. Juli 2016     | A 4142          |
| weitere Bilder | Ehemalige Rhein. Provinzial-Irrenanstalt / Landeskrankenhaus                 | Kaiser-Karl-Ring 20–40 Karte                   | | 1873–1882                          |                   | A 973           |
| weitere Bilder | „St.-Johannes-Hospital“                                                      | Kölnstraße 54 Karte                            | Architekten: Christian von der Emden (1846–49), Julius Raschdorff (1877–79)                                                            | 1846–1849, 1877–1879 (Erweiterung) |                   | A 2338          |
| BW             |                                                                              | Kölnstraße 72 Karte                            | |                                    |                   | A 558           |
| BW             |                                                                              | Kölnstraße 74 Karte                            | |                                    |                   | A 552           |
| BW             |                                                                              | Kölnstraße 76 Karte                            | |                                    |                   | A 553           |
| BW             |                                                                              | Kölnstraße 78 Karte                            | |                                    |                   | A 554           |
| BW             |                                                                              | Kölnstraße 80 Karte                            | |                                    |                   | A 555           |
| BW             |                                                                              | Kölnstraße 94 Karte                            | Doppelhaus mit Nr. 96; Architekt: Hermann Schmitt                                                                                      | 1891–1892                          |                   | A 3260          |
| BW             |                                                                              | Kölnstraße 96 Karte                            | Doppelhaus mit Nr. 94; Architekt: Hermann Schmitt                                                                                      | 1891–1892                          |                   | A 3273          |
| BW             |                                                                              | Kölnstraße 98 Karte                            | |                                    |                   | A 1523          |
| BW             |                                                                              | Kölnstraße 108 Karte                           | |                                    |                   | A 3675          |
| BW             |                                                                              | Kölnstraße 114 Karte                           | Denkmalgeschützt: Fassade, Teile des Inneren                                                                                           |                                    |                   | A 541           |
| BW             |                                                                              | Kölnstraße 116 Karte                           | |                                    |                   | A 995           |
| weitere Bilder |                                                                              | Kölnstraße 148–150 Karte                       | Wohn- und Fabrikgebäude Johannes Klais Orgelbau; Architekt: Gerhard Franz Langenberg                                                   | 1894                               |                   | A 1230          |
| BW             |                                                                              | Kölnstraße 194 Karte                           | |                                    |                   | A 373           |
| BW             | Villa, Bestandteil des Landeskrankenhauses                                   | Kölnstraße 206 Karte                           | |                                    |                   | A 973           |
| weitere Bilder | Evangelische „Lukaskirche“                                                   | Nordstraße 1 / Kaiser-Karl-Ring Karte          | Architekten: Heinrich Otto Vogel, Hans Thon                                                                                            | 1957–1958                          |                   | A 3956          |
| BW             |                                                                              | Nordstraße 6 Karte                             | |                                    |                   | A 3955          |
| BW             |                                                                              | Nordstraße 50 Karte                            | |                                    |                   | A 3727          |
| BW             |                                                                              | Nordstraße 51 Karte                            | |                                    |                   | A 3591          |
| BW             |                                                                              | Nordstraße 52 Karte                            | |                                    |                   | A 3737          |
| BW             |                                                                              | Nordstraße 54a Karte                           | |                                    |                   | A 1115          |
| BW             |                                                                              | Nordstraße 54b Karte                           | |                                    |                   | A 3730          |
| BW             |                                                                              | Nordstraße 56 / Dietkirchenstraße Karte        | |                                    |                   | A 3731          |
| BW             |                                                                              | Nordstraße 58 Karte                            | |                                    |                   | A 4115          |
| BW             |                                                                              | Nordstraße 59 Karte                            | |                                    |                   | A 847           |
| BW             |                                                                              | Nordstraße 61 / Graurheindorfer Straße Karte   | |                                    |                   | A 3745          |
| BW             |                                                                              | Nordstraße 63 Karte                            | |                                    |                   | A 3087          |
| BW             |                                                                              | Nordstraße 65 Karte                            | |                                    |                   | A 2636          |
| BW             |                                                                              | Nordstraße 67 Karte                            | |                                    |                   | A 590           |
| BW             |                                                                              | Nordstraße 97 Karte                            | |                                    |                   | A 3725          |
| BW             |                                                                              | Nordstraße 103 Karte                           | |                                    |                   | A 611           |
| BW             |                                                                              | Nordstraße 104 Karte                           | |                                    |                   | A 3739          |
| BW             |                                                                              | Nordstraße 105 Karte                           | |                                    |                   | A 624           |
| BW             |                                                                              | Nordstraße 106 Karte                           | |                                    |                   | A 3738          |
| BW             |                                                                              | Nordstraße 107 Karte                           | |                                    |                   | A 690           |
| BW             |                                                                              | Nordstraße 108 Karte                           | |                                    |                   | A 3760          |
| BW             |                                                                              | Römerstraße 24 Karte                           | |                                    |                   | A 1003          |
| BW             |                                                                              | Römerstraße 26 Karte                           | |                                    |                   | A 1580          |
|                |                                                                              | Römerstraße 28 Karte                           | |                                    |                   | A 1605          |
| BW             |                                                                              | Römerstraße 29 Karte                           | |                                    |                   | A 1102          |
| BW             |                                                                              | Römerstraße 34 Karte                           | |                                    |                   | A 1575          |
|                |                                                                              | Römerstraße 38 Karte                           | |                                    |                   | A 52            |
|                |                                                                              | Römerstraße 40 Karte                           | |                                    |                   | A 713           |
| weitere Bilder | Jüdischer Friedhof                                                           | Römerstraße 123 / Augustusring Karte           | | 1873 ff.                           |                   | A 1883          |
| BW             |                                                                              | Rosenstraße 13 Karte                           | |                                    |                   | A 1264          |
| BW             |                                                                              | Rosenstraße 20 Karte                           | | 1899                               | 18. November 1996 | A 3286          |
| BW             |                                                                              | Rosenstraße 22 Karte                           | |                                    |                   | A 3396          |
| weitere Bilder |                                                                              | Rosenstraße 25 Karte                           | |                                    |                   | A 994           |
| BW             |                                                                              | Rosenstraße 30 Karte                           | |                                    |                   | A 2489          |
| BW             |                                                                              | Rosenstraße 34 Karte                           | |                                    |                   | A 771           |
| BW             |                                                                              | Rosental 17 Karte                              | |                                    |                   | A 1638          |
| BW             |                                                                              | Rosental 18 Karte                              | |                                    |                   | A 2321          |
| BW             |                                                                              | Rosental 21 Karte                              | |                                    |                   | A 717           |
| BW             |                                                                              | Rosental 22 Karte                              | |                                    |                   | A 1646          |
| BW             |                                                                              | Rosental 23 Karte                              | |                                    |                   | A 1365          |
| BW             |                                                                              | Rosental 25 Karte                              | |                                    |                   | A 2292          |
| BW             |                                                                              | Rosental 26 Karte                              | |                                    |                   | A 1542          |
| BW             |                                                                              | Rosental 27 Karte                              | |                                    |                   | A 2304          |
| BW             |                                                                              | Rosental 28 Karte                              | |                                    |                   | A 2359          |
| BW             |                                                                              | Rosental 30 Karte                              | Denkmalgeschützt: Fassade |                                    |                   | A 529           |
| BW             |                                                                              | Rosental 32 Karte                              | |                                    |                   | A 94            |
| BW             |                                                                              | Rosental 34 Karte                              | |                                    |                   | A 2282          |
| BW             |                                                                              | Rosental 36 Karte                              | |                                    |                   | A 2272          |
| BW             |                                                                              | Rosental 38 Karte                              | |                                    |                   | A 2300          |
| BW             |                                                                              | Rosental 40 Karte                              | |                                    |                   | A 2330          |
| BW             |                                                                              | Rosental 42 Karte                              | |                                    |                   | A 724           |
| BW             |                                                                              | Rosental 43 Karte                              | |                                    |                   | A 2342          |
| BW             |                                                                              | Rosental 44 Karte                              | |                                    |                   | A 710           |
| BW             |                                                                              | Rosental 45 Karte                              | |                                    |                   | A 2315          |
| BW             |                                                                              | Rosental 47 Karte                              | |                                    |                   | A 226           |
| BW             |                                                                              | Rosental 49 Karte                              | |                                    |                   | A 2314          |
| BW             |                                                                              | Rosental 50 Karte                              | |                                    |                   | A 2303          |
| BW             |                                                                              | Rosental 52a Karte                             | |                                    |                   | A 2357          |
| BW             |                                                                              | Rosental 55 Karte                              | |                                    |                   | A 1930          |
| BW             |                                                                              | Rosental 61 Karte                              | |                                    |                   | A 2589          |
| BW             |                                                                              | Rosental 101 Karte                             | |                                    |                   | A 940           |
| BW             |                                                                              | Rosental 105 Karte                             | Denkmalgeschützt: Fassade |                                    |                   | A 843           |